# Davie Selke
Davie Selke (Schorndorf, 20 januari 1995) is een Duits voetballer met Tsjechische en Ethiopische roots die doorgaans als centrumspits speelt. Hij maakte in 2013 zijn debuut in het betaald voetbal voor Werder Bremen in de Bundesliga. In 2016 maakte hij deel uit van de Duitse selectie die de zilveren medaille won op de Olympische Zomerspelen in Rio de Janeiro. Sinds 2025 staat hij onder contract bij het Turkse Başakşehir FK.

## Clubcarrière

### Jeugd
Selke begon zijn jeugdopleiding bij Normannia Gmünd en vervolgde zijn ontwikkeling via VfB Stuttgart bij1899 Hoffenheim. Op 14 augustus 2011 debuteerde hij in de onder-17 van Hoffenheim in een competitiewedstrijd tegen de leeftijdsgenoten van SpVgg Unterhaching. In het met 2–2 gelijkgespeelde uitduel maakte hij beide doelpunten voor zijn ploeg. Enkele maanden later maakte hij als B-junior zijn debuut in de onder-19, tijdens een uitwedstrijd tegen 1. FSV Mainz 05. In de eerste seizoenshelft van het seizoen 2012/13 maakte Selke indruk bij de A-junioren van Hoffenheim door in dertien wedstrijden twaalf doelpunten te maken. Zijn prestaties bleven niet onopgemerkt; in de winterstop maakte hij de overstap naar Werder Bremen. Daar zette hij zijn vorm voort. Bij zijn debuut voor de onder-19 van Bremen scoorde hij het enige doelpunt in de met 1–0 gewonnen thuiswedstrijd tegen FC St. Pauli. In totaal kwam hij in twaalf wedstrijden tot acht doelpunten. Aan het einde van het seizoen werd hij doorgeschoven naar de seniorenselectie. 

### Werder Bremen
Op 11 augustus 2013 maakte Selke zijn officiële debuut in het seniorenvoetbal in dienst van Werder Bremen II, uitkomend in de Regionalliga Nord. In de met 1–0 verloren uitwedstrijd tegen VfR Neumünster werd hij in de 56e minuut ingebracht als vervanger van Marcel Hilßner. Een week later scoorde hij zijn eerste doelpunt bij de senioren tijdens het met 3–2 gewonnen thuisduel tegen SV Eichede. In de 83e minuut maakte hij de winnende treffer uit een hoekschop van Aleksandar Stevanović. Eind oktober mocht hij voor de eerste keer meetrainen met de eerste selectie. Twee weken later debuteerde hij op 3 november onder hoofdtrainer Robin Dutt in het eerste elftal van Werder Bremen. In de Bundesliga-wedstrijd tegen Hannover 96 kwam hij na 63 minuten als invaller binnen de lijnen voor Clemens Fritz. Enkele weken later, op 24 november, stond hij voor het eerst in de basis in een competitiewedstrijd tegen FSV Mainz 05.
Voor aanvang van het seizoen 2014/15 verlengde Selke zijn contract bij Werder Bremen tot medio 2018. Dat seizoen veroverde hij een vaste plaats in het eerste elftal. Op 17 augustus 2014 maakte hij zijn eerste officiële doelpunt voor de hoofdmacht tijdens de eerste ronde van de DFB-Pokal tegen FV Illertissen. In de verlenging van het met 2–3 gewonnen uitduel bracht hij zijn ploeg in de 99e minuut op een 1–3 voorsprong na een assist van Felix Kroos. Op 20 september 2014 volgde zijn eerste doelpunt in de Bundesliga. In de met 4–2 verloren uitwedstrijd tegen FC Augsburg opende hij in de derde minuut de score. Selke speelde dat seizoen dertig competitiewedstrijden voor Werder Bremen en eindigde met de club op de tiende plaats in de Bundesliga. Na afloop van het seizoen vertrok hij naar RB Leipzig.

### RB Leipzig
Selke tekende in april 2015 een contract tot medio 2020 bij RB Leipzig, dat op dat moment uitkwam in de 2. Bundesliga. De overstap zou ingaan na afloop van het lopende seizoen. Leipzig betaalde circa acht miljoen euro aan Werder Bremen voor zijn diensten, waarmee Selke destijds de duurste speler ooit in de 2. Bundesliga werd. Op 25 juli 2015 maakte hij zijn officiële debuut voor RB Leipzig in de basisformatie van trainer Ralf Rangnick, tijdens de met 0–1 gewonnen uitwedstrijd tegen  FSV Frankfurt. Zijn eerste doelpunt voor de club volgde op 3 augustus, in het met 2–2 gelijkgespeelde thuisduel tegen Greuther Fürth.  In de dertiende minuut bracht hij zijn ploeg op gelijke hoogte na een assist van Lukas Klostermann. Selke droeg met tien competitiedoelpunten bij aan de promotie van RB Leipzig naar de Bundesliga aan het einde van het seizoen 2015/16. In ongeveer twee derde van de wedstrijden stond hij in de basis. In het daaropvolgende seizoen (2016/17), onder de nieuwe hoofdtrainer Ralph Hasenhüttl, verloor hij zijn basisplaats. De Oostenrijkse trainer gaf de voorkeur aan onder anderen  Timo Werner en Yussuf Poulsen. Selke kwam dat seizoen voornamelijk als invaller in actie en besloot na afloop van het seizoen een transfer te maken naar Hertha BSC.

### Hertha BSC
Selke verruilde RB Leipzig in juli 2017 voor Hertha BSC. In Berlijn werd hij opnieuw een regelmatige basisspeler, al miste hij de eerste wedstrijden van het seizoen 2017/18 vanwege een knieblessure. Op 14 oktober 2017 maakte hij in de achtste speelronde zijn rentree tijdens de thuiswedstrijd tegen Schalke 04. Trainer Pál Dárdai bracht hem in de rust als vervanger van Ondrej Duda. In dat seizoen maakte Selke tevens zijn debuut in Europees verband. In de Europa League kwam hij driemaal in actie, tweemaal tegen Zorja Loehansk en eenmaal tegen Athletic Bilbao. In alle drie de wedstrijden wist hij te scoren. Zijn eerste officiële doelpunt voor Hertha BSC maakte hij op 19 oktober 2017 tegen Zorja Loehansk. Op 5 november volgde zijn eerste competitiedoelpunt voor de club. In het met 3–3 gelijkgespeelde uitduel tegen VfL Wolfsburg bracht hij zijn ploeg in de 83e minuut op 2–3. Selke sloot het seizoen af met tien doelpunten in de Bundesliga. Op 14 april 2018 schreef hij clubgeschiedenis door in het thuisduel tegen 1. FC Köln het 1.000e thuisdoelpunt van Hertha BSC te maken. De wedstrijd eindigde in een 2–1 overwinning.
In zijn tweede seizoen (2018/19) miste Selke wederom het begin van de competitie, ditmaal door een klaplong die hij opliep tijdens het trainingskamp in Neuruppin. Na zijn herstel wist hij niet direct een basisplaats te veroveren. Op 1 december 2018, tijdens de uitwedstrijd tegen Hannover 96 op de dertiende speeldag, stond hij voor het eerst dat seizoen in de basis. Vanaf dat moment behield hij zijn plek in de startopstelling. Tijdens het seizoen 2019/20 slaagde Selke er opnieuw niet in om een vaste waarde te worden. In de eerste seizoenshelft had hij te maken met concurrentie van onder meer Dodi Lukebakio, en in de winterstop versterkte Hertha de selectie met Krzysztof Piątek en Matheus Cunha. Door het beperkte perspectief op speeltijd besloot Selke in januari 2020 om voor anderhalf jaar terug te keren naar Werder Bremen op huurbasis.
In juli 2021 keerde hij terug bij Hertha BSC. Hoewel hij het seizoen 2021/22 begon als basisspeler, verloor hij al snel zijn plek en belandde hij opnieuw op de reservebank. In een moeizaam seizoen waarin Hertha meerdere trainerswissels doormaakte —  van Pál Dárdai naar Tayfun Korkut en vervolgens Felix Magath — wist Selke zich niet opnieuw in de basis te spelen.  Op 30 april 2022 speelde hij in de uitwedstrijd tegen Arminia Bielefeld zijn 100ste officiële wedstrijd voor Hertha BSC. Het seizoen 2022/23 begon onder leiding van de nieuwe trainer Sandro Schwarz. Ook hij gaf Selke voornamelijk een rol als invaller. In de winterstop besloot Selke de overstap te maken naar competitiegenoot 1. FC Köln.

#### Verhuur aan Werder Bremen
In de winterse transferperiode van 2020 keerde Selke op huurbasis terug naar Werder Bremen. De huurperiode, met een looptijd van anderhalf jaar, ging in per direct. Op 1 februari 2020 maakte hij zijn rentree voor de Noord-Duitse club in de uitwedstrijd tegen FC Augsburg. Trainer Florian Kohfeldt stelde hem direct op in de basis. Na enkele wedstrijden raakte Selke zijn basisplaats kwijt aan de jonge Amerikaan Josh Sargent, waarna hij het restant van het seizoen voornamelijk als invaller moest functioneren. In het daaropvolgende seizoen 2020/21 veranderde zijn situatie niet wezenlijk. Bovendien kreeg hij met de komst van Niclas Füllkrug extra concurrentie in de aanval. Selke kwam in totaal tot 34 officiële wedstrijden voor Werder in zijn tweede periode bij de club. In meer dan de helft daarvan begon hij op de bank. Hij maakte drie doelpunten, waaronder één tegen zijn toenmalige werkgever Hertha BSC. In de met 1–4 verloren thuiswedstrijd op 19 september 2020 tekende hij in de 69e minuut voor de 1–3. In de huurovereenkomst was een verplichte koopoptie opgenomen, die van kracht zou worden tenzij Werder Bremen zou degraderen naar de 2. Bundesliga. Omdat die degradatie aan het einde van het seizoen 2020/21 een feit werd, kwam de verplichting te vervallen. Selke, die in sportief opzicht weinig had kunnen bijdragen aan het voorkomen van de degradatie, keerde daarop terug naar Hertha BSC.

### 1. FC Köln
Selke tekende in januari 2023 een contract bij 1. FC Köln, oorspronkelijk tot medio 2024. Vijf maanden later werd deze verbintenis opengebroken en verlengd tot de zomer van 2026. Hij maakte zijn debuut voor Die Geißböcke op 21 januari 2023 in een thuiswedstrijd tegen zijn voormalige club Werder Bremen. In de met 7–1 gewonnen competitiewedstrijd viel hij in de 59e minuut in voor Steffen Tigges.  Kort na zijn komst verwierf Selke een basisplaats onder trainer Steffen Baumgart. Op 18 maart 2023 maakte hij zijn eerste doelpunt voor Köln, in de met 6–1 verloren uitwedstrijd tegen Borussia Dortmund. Hij tekende in de 42e minuut voor de enige treffer van zijn ploeg. Zijn tweede seizoen (2023/24) werd overschaduwd door blessureleed. Selke liep tweemaal een voetbreuk op, waardoor hij na de winterstop nauwelijks in actie kwam. Köln bivakkeerde het gehele seizoen in de degradatiezone en eindigde uiteindelijk als zeventiende, wat directe degradatie naar de 2. Bundesliga betekende. Selke had in zijn contract een clausule laten opnemen die hem de mogelijkheid gaf de club bij degradatie transfervrij te verlaten. Van deze optie maakte hij gebruik. In juli 2024 vervolgde hij zijn loopbaan bij Hamburger SV.

### Hamburger SV
In de zomer van 2024 maakte Selke transfervrij de overstap naar Hamburger SV, waar hij werd herenigd met zijn voormalige trainer Steffen Baumgart. Vanwege een opgelopen beenbreuk gebruikte hij de voorbereiding op het seizoen 2024/25 om te revalideren. Hierdoor begon hij niet in de basis tijdens de openingswedstrijd van de competitie tegen zijn oude club 1. FC Köln. In het met 1–2 gewonnen uitduel in het RheinEnergieStadion maakte hij in de blessuretijd als invaller zijn debuut voor Die Rothosen. Enkele weken later, op 18 augustus, maakte hij zijn eerste doelpunt voor de club in de eerste ronde van de DFB-Pokal. In de met 1–7 gewonnen uitwedstrijd tegen SV Meppen bracht hij in de 56e minuut de stand op 0–3 na een voorzet van Ransford Königsdörffer. Door de aanwezigheid van Robert Glatzel, de clubtopscorer van de voorgaande drie seizoenen, kreeg Selke in het begin van het seizoen alleen speelminuten als wisselspeler. Op 15 september maakte hij zijn eerste competitiedoelpunt in de met 5–0 gewonnen thuiswedstrijd tegen SSV Jahn Regensburg, waarin hij in de 89e minuut de 4–0 scoorde na een assist van Jean-Luc Dompé. Een week later was hij opnieuw trefzeker, ditmaal in de 95e minuut van het uitduel tegen 1. FC Kaiserslautern, waarmee hij een 2–2 gelijkspel veiligstelde. Naar aanleiding van deze prestaties kreeg Selke een basisplaats toebedeeld van Baumgart. Hij beloonde dit vertrouwen met vier doelpunten onder diens leiding. Dit was van extra belang aangezien Glatzel geblesseerd raakte en Selke diens rol als doelpuntenmaker overnam. In november stokte de doelpuntenproductie van Selke, wat samenviel met een reeks teleurstellende resultaten van Hamburger SV. Dit leidde tot het ontslag van Baumgart, die werd opgevolgd door Merlin Polzin. Onder Polzin behield Selke zijn basisplaats en hervond hij zijn scorende vorm. Tot aan de winterstop voegde hij nog vier doelpunten aan zijn totaal toe.
Op 25 januari 2025 raakte Selke geblesseerd aan zijn jukbeen na een botsing met Toni Leistner tijdens de uitwedstrijd tegen zijn voormalig werkgever Hertha BSC. Hij miste alleen de daaropvolgende wedstrijd tegen Hannover 96, waarna hij met een beschermend masker zijn rentree maakte. Op 7 februari scoorde bij hij zijn rentree beide doelpunten in de met 1–2 gewonnen uitwedstrijd tegen Preußen Münster. In de weken daarna volgden doelpunten in het 1–1 gelijkspel tegen Jahn Regensburg, tweemaal in de met 3–0 gewonnen thuiswedstrijd tegen Hertha BSC en eenmaal in de 4–1 thuisoverwinning op Fortuna Düsseldorf. In de slotfase van het seizoen trof hij nog vijf keer doel, waarmee hij zijn totaal op 22 competitiedoelpunten bracht. Selke werd daarmee niet alleen clubtopscorer, maar ook topscorer van de 2. Bundesliga. Zijn doelpunten droegen in belangrijke mate bij aan de tweede plaats van Hamburger SV en daarmee de promotie naar de Bundesliga, na een afwezigheid van 2.555 dagen. Ondanks zijn aandeel in de promotie strandden de onderhandelingen over een nieuw contract, waarna hij besloot de club te verlaten. Vervolgens zette hij zijn loopbaan voort in Turkije bij het in de Süper Lig uitkomende Başakşehir FK.

### Başakşehir FK
In juli 2025 tekende Selke een contract bij Başakşehir FK tot medio 2027, met een optie op een extra seizoen.  Op 31 juli maakte hij zijn debuut voor Başakşehir tijdens een kwalificatiewedstrijd voor de UEFA Conference League tegen het Bulgaarse Tsjerno More Varna. In het met 4–0 gewonnen duel bracht trainer Çağdaş Atan hem in de 68e minuut als vervanger vanIvan Brnić in het veld.

## Clubstatistieken
| Seizoen                        | Club            | Competitie    | Competitie | Competitie | Beker | Beker | Internationaal | Internationaal | Totaal | Totaal |
| Seizoen                        | Club            | Competitie    | Wed.       | Dlp.       | Wed.  | Dlp.  | Wed.           | Dlp.           | Wed.   | Dlp.   |
| ------------------------------ | --------------- | ------------- | ---------- | ---------- | ----- | ----- | -------------- | -------------- | ------ | ------ |
| 2013/14                        | Werder Bremen   | Bundesliga    | 3          | 0          | —     | —     | —              | —              | 3      | 0      |
| 2014/15                        | Werder Bremen   | Bundesliga    | 30         | 9          | 3     | 1     | —              | —              | 33     | 10     |
| 2015/16                        | RB Leipzig      | 2. Bundesliga | 30         | 10         | 2     | 0     | —              | —              | 32     | 10     |
| 2016/17                        | RB Leipzig      | Bundesliga    | 21         | 4          | —     | —     | —              | —              | 21     | 4      |
| 2017/18                        | Hertha BSC      | Bundesliga    | 27         | 10         | 1     | 0     | 3              | 4              | 31     | 14     |
| 2018/19                        | Hertha BSC      | Bundesliga    | 30         | 3          | 2     | 1     | —              | —              | 32     | 4      |
| 2019/20                        | Hertha BSC      | Bundesliga    | 19         | 1          | 2     | 0     | —              | —              | 21     | 1      |
| 2019/20                        | → Werder Bremen | Bundesliga    | 11         | 0          | 2     | 1     | —              | —              | 13     | 1      |
| 2020/21                        | → Werder Bremen | Bundesliga    | 23         | 3          | 3     | 0     | —              | —              | 26     | 3      |
| 2021/22                        | Hertha BSC      | Bundesliga    | 25         | 4          | 3     | 1     | —              | —              | 28     | 5      |
| 2022/23                        | Hertha BSC      | Bundesliga    | 13         | 1          | 1     | 1     | —              | —              | 14     | 2      |
| 2022/23                        | FC Köln         | Bundesliga    | 17         | 5          | —     | —     | —              | —              | 17     | 5      |
| 2023/24                        | FC Köln         | Bundesliga    | 19         | 6          | 2     | 0     | —              | —              | 21     | 6      |
| 2024/25                        | Hamburger SV    | 2.Bundesliga  | 31         | 22         | 2     | 1     | —              | —              | 33     | 23     |
| 2025/26                        | Başakşehir      | Süper Lig     | 0          | 0          | 0     | 0     | 1              | 0              | 1      | 0      |
| Totaal                         | Totaal          | Totaal        | 299        | 78         | 23    | 6     | 4              | 4              | 326    | 88     |
| Bijgewerkt tot 6 augustus 2025 |                 |               |            |            |       |       |                |                |        |        |

## Interlandcarrière
Selke kwam uit voor meerdere Duitse nationale jeugdelftallen en nam met zowel Duitsland  –19 als Duitsland –21 deel aan een EK-eindronde. Met beide teams werd hij Europees kampioen. In totaal speelde hij 46 jeugdinterlands, waarin hij 30 keer scoorde. Tijdens deze periode speelde hij onder anderen samen met Serge Gnabry, Nadiem Amiri, Waldemar Anton en Julian Brandt. Daarnaast maakte Selke deel uit van de Duitse selectie voor deOlympische Zomerspelen 2016 in Rio de Janeiro, waar hij met het Olympisch elftal de zilveren medaille won.

### Duitse jeugdelftallen
Selke maakte op 25 mei 2011 zijn debuut in een Duits jeugdelftal. Onder leiding van bondscoach Stefan Böger viel hij in de 73e minuut in voor Said Benkarit tijdens een oefeninterland van Duitsland –16 tegen Frankrijk. Enkele maanden later maakte hij zijn eerste interlanddoelpunt, namens Duitsland –17. In een met 4–0 gewonnen oefenwedstrijd tegen Turkije bracht hij zijn ploeg in de 63e minuut op een 2–0 voorsprong.

#### Onder-19
Op 14 augustus 2013 maakte Selke zijn debuut voor Duitsland –19, in een oefeninterland tegen Hongarije onder leiding van bondscoach Marcus Sorg. In aanloop naar het Europees kampioenschap 2014 in Hongarije speelde hij een belangrijke rol in de kwalificatiereeks, met vijf doelpunten, waarvan vier in een met 5–0 gewonnen wedstrijd tegen Letland. Tijdens de eindronde was hij opnieuw trefzeker. In de groepsfase scoorde hij tweemaal tegen zowel Bulgarije (3–0) als Oekraïne (2–0), en eenmaal in het 2–2 gelijkspel tegen Servië. In de halve finale tegen Oostenrijk (4–0) maakte hij wederom een doelpunt. Duitsland bereikte de finale, waarin Selke negentig minuten meespeelde. Een doelpunt van Hany Mukhtar bezorgde Duitsland een 1–0 overwinning op Portugal en de Europese titel. Selke werd met zes doelpunten topscorer van het toernooi.

#### Onder-21
Selke debuteerde voor Duitsland –21 onder bondscoach Horst Hrubesch in een oefeninterland tegen  Denemarken. Net als bij de onder-19 speelde hij een belangrijke rol in de kwalificatiecampagne voor het Europees kampioenschap van 2017. Hij kwam in actie in zeven van de tien kwalificatiewedstrijden en maakte daarin zeven doelpunten. Mede door zijn bijdrage plaatste Duitsland zich voor de eindronde in Polen. Tijdens het toernooi stond Selke in alle drie de groepswedstrijden in de basis en scoorde hij eenmaal, in de met 3–0 gewonnen wedstrijd tegen Denemarken. In de halve finale tegen Engeland bracht hij zijn ploeg in de 35e minuut op een 0–1 voorsprong; de wedstrijd eindigde na reguliere speeltijd en verlenging in 2–2. Duitsland won uiteindelijk na strafschoppen, waarbij Selke niet tot de nemers behoorde. In de finale bleef hij op de bank, terwijl Duitsland door een doelpunt van Mitchell Weiser met 1–0 van Spanje won.

### Olympische Spelen
Selke maakte in 2016 deel uit van de Duitse selectie voor het olympisch voetbaltoernooi tijdens de Olympische Zomerspelen in Rio de Janeiro. Onder leiding van bondscoach Horst Hrubesch kwam hij in twee van de drie groepswedstrijden in actie. In het met 3–3 gelijkgespeelde duel tegen Zuid-Korea was hij verantwoordelijk voor een van de Duitse treffers. In de kwartfinale tegen Portugal (0–4 winst) kwam Selke eveneens tot scoren. Na een 2–0 overwinning op Nigeria in de halve finale plaatste Duitsland zich voor de finale tegen gastland Brazilië. Selke begon in deze wedstrijd in de basis. Na een 1–1 stand na reguliere speeltijd en verlenging verloor Duitsland de finale uiteindelijk na strafschoppen. De beslissende penalty werd benut door Neymar, waardoor Selke en zijn ploeggenoten het toernooi afsloten met een zilveren medaille.
| Jeugdinterlands van Davie Selke voor Duitsland () | Jeugdinterlands van Davie Selke voor Duitsland () | Jeugdinterlands van Davie Selke voor Duitsland () | Jeugdinterlands van Davie Selke voor Duitsland () | Jeugdinterlands van Davie Selke voor Duitsland () | Jeugdinterlands van Davie Selke voor Duitsland () |
| №                                                 | Datum                                             | Wedstrijd                                         | Uitslag                                           | Soort Wedstrijd                                   | Doelpunten                                        |
| Als speler bij Duitsland –16                      | Als speler bij Duitsland –16                      | Als speler bij Duitsland –16                      | Als speler bij Duitsland –16                      | Als speler bij Duitsland –16                      | Als speler bij Duitsland –16                      |
| ------------------------------------------------- | ------------------------------------------------- | ------------------------------------------------- | ------------------------------------------------- | ------------------------------------------------- | ------------------------------------------------- |
| 1.                                                | 25 mei 2011                                       | Duitsland – Frankrijk                             | 2 – 1                                             | Vriendschappelijk                                 |                                                   |
| Als speler bij Duitsland –17                      |                                                   |                                                   |                                                   |                                                   |                                                   |
| 1.                                                | 24 augustus 2011                                  | Duitsland – Turkije                               | 4 – 0                                             | Vriendschappelijk                                 | Goal                                              |
| 2.                                                | 14 juni 2011                                      | Duitsland – Nederland                             | 2 – 0                                             | Vriendschappelijk                                 | Goal                                              |
| 3.                                                | 16 juni 2011                                      | Duitsland – Israël                                | 5 – 0                                             | Vriendschappelijk                                 |                                                   |
| 4.                                                | 19 juni 2011                                      | Duitsland – Italië                                | 2 – 0                                             | Vriendschappelijk                                 |                                                   |
| 5.                                                | 15 oktober 2011                                   | Albanië – Duitsland                               | 0 – 1                                             | EK-kwalificatie 2012                              |                                                   |
| Als speler bij Duitsland –18                      |                                                   |                                                   |                                                   |                                                   |                                                   |
| 1.                                                | 14 november 2012                                  | Duitsland – Italië                                | 3 – 0                                             | Vriendschappelijk                                 |                                                   |
| 2.                                                | 11 december 2012                                  | Israel – Duitsland                                | 1 – 4                                             | Vriendschappelijk                                 |                                                   |
| 3.                                                | 5 februari 2013                                   | Cyprus – Duitsland                                | 1 – 1                                             | Vriendschappelijk                                 |                                                   |
| 4.                                                | 22 maart 2013                                     | Duitsland – Frankrijk                             | 2 – 3                                             | Vriendschappelijk                                 |                                                   |
| 5.                                                | 26 maart 2013                                     | Nederland – Duitsland                             | 4 – 1                                             | Vriendschappelijk                                 | Goal                                              |
| 7.                                                | 14 mei 2013                                       | Rusland – Duitsland                               | 2 – 3                                             | Vriendschappelijk                                 | Goal                                              |
| 6.                                                | 16 mei 2013                                       | Rusland – Duitsland                               | 2 – 5                                             | Vriendschappelijk                                 | Goal · Goal                                       |
| Als speler bij Duitsland –19                      |                                                   |                                                   |                                                   |                                                   |                                                   |
| 1.                                                | 14 augustus 2013                                  | Hongarije – Duitsland                             | 3 – 2                                             | Vriendschappelijk                                 |                                                   |
| 2.                                                | 6 september 2013                                  | Nederland – Duitsland                             | 1 – 6                                             | Vriendschappelijk                                 | Goal                                              |
| 3.                                                | 10 september 2013                                 | Duitsland – Griekenland                           | 2 – 0                                             | Vriendschappelijk                                 | Goal                                              |
| 4.                                                | 10 oktober 2013                                   | Duitsland – Wit-Rusland                           | 2 – 1                                             | EK-kwalificatie 2014                              |                                                   |
| 5.                                                | 15 oktober 2013                                   | Schotland – Duitsland                             | 1 – 1                                             | EK-kwalificatie 2014                              |                                                   |
| 6.                                                | 12 oktober 2013                                   | Duitsland – Letland                               | 5 – 0                                             | EK-kwalificatie 2014                              | Goal · Goal · Goal · Goal                         |
| 7.                                                | 5 maart 2014                                      | Italië – Duitsland                                | 1 – 1                                             | Vriendschappelijk                                 | Goal                                              |
| 8.                                                | 16 april 2014                                     | Duitsland – België                                | 5 – 2                                             | Vriendschappelijk                                 |                                                   |
| 9.                                                | 31 mei 2014                                       | Duitsland – Litouwen                              | 2 – 0                                             | EK-kwalificatie 2014                              |                                                   |
| 10.                                               | 5 juni 2014                                       | Spanje – Duitsland                                | 1 – 3                                             | EK-kwalificatie 2014                              | Goal                                              |
| 11.                                               | 19 juli 2014                                      | Bulgarije – Duitsland                             | 0 – 3                                             | Europees kampioenschap 2014                       | Goal · Goal                                       |
| 12.                                               | 22 juli 2014                                      | Duitsland – Servië                                | 2 – 2                                             | Europees kampioenschap 2014                       | Goal                                              |
| 13.                                               | 25 juli 2014                                      | Duitsland – Oekraïne                              | 2 – 0                                             | Europees kampioenschap 2014                       | Goal · Goal                                       |
| 14.                                               | 28 juli 2014                                      | Duitsland – Oostenrijk                            | 4 – 0                                             | Europees kampioenschap 2014                       | Goal                                              |
| 15. (finale)                                      | 31 juli 2014                                      | Portugal – Duitsland                              | 0 – 1                                             | Europees kampioenschap 2014                       |                                                   |
| Als speler bij Duitsland –20                      |                                                   |                                                   |                                                   |                                                   |                                                   |
| 1.                                                | 14 november 2014                                  | Duitsland – Zwitserland                           | 1 – 1                                             | Vriendschappelijk                                 |                                                   |
| 2.                                                | 18 november 2014                                  | Polen – Duitsland                                 | 0 – 2                                             | Vriendschappelijk                                 | Goal                                              |
| 3.                                                | 21 april 2015                                     | Italië – Duitsland                                | 2 – 1                                             | Vriendschappelijk                                 |                                                   |
| Als speler bij Duitsland –21                      |                                                   |                                                   |                                                   |                                                   |                                                   |
| 1.                                                | 3 september 2015                                  | Duitsland – Denemarken                            | 2 – 1                                             | Vriendschappelijk                                 |                                                   |
| 2.                                                | 8 september 2015                                  | Azerbeidzjan – Duitsland                          | 0 – 3                                             | EK-kwalificatie 2017                              | Goal · Goal                                       |
| 3.                                                | 9 oktober 2015                                    | Duitsland – Finland                               | 4 – 0                                             | EK-kwalificatie 2017                              | Goal                                              |
| 4.                                                | 17 november 2015                                  | Duitsland – Oostenrijk                            | 4 – 2                                             | EK-kwalificatie 2017                              | Goal                                              |
| 5.                                                | 24 maart 2016                                     | Duitsland – Faeröer                               | 4 – 1                                             | EK-kwalificatie 2017                              |                                                   |
| 6.                                                | 29 maart 2016                                     | Rusland – Duitsland                               | 0 – 2                                             | EK-kwalificatie 2017                              | Goal                                              |
| 7.                                                | 7 oktober 2016                                    | Duitsland – Rusland                               | 4 – 3                                             | EK-kwalificatie 2017                              | Goal                                              |
| 8.                                                | 11 oktober 2016                                   | Oostenrijk – Duitsland                            | 1 – 4                                             | EK-kwalificatie 2017                              | Goal                                              |
| 9.                                                | 10 november 2016                                  | Duitsland – Turkije                               | 1 – 0                                             | Vriendschappelijk                                 |                                                   |
| 10.                                               | 24 maart 2017                                     | Duitsland – Engeland                              | 1 – 0                                             | Vriendschappelijk                                 |                                                   |
| 11.                                               | 28 maart 2017                                     | Duitsland – Portugal                              | 0 – 1                                             | Vriendschappelijk                                 |                                                   |
| 12.                                               | 18 juni 2017                                      | Duitsland – Tsjechië                              | 2 – 0                                             | Europees Kampioenschap 2017                       |                                                   |
| 13.                                               | 21 juni 2017                                      | Duitsland – Denemarken                            | 3 – 0                                             | Europees Kampioenschap 2017                       | Goal                                              |
| 14.                                               | 21 juni 2017                                      | Italië – Duitsland                                | 1 – 0                                             | Europees Kampioenschap 2017                       |                                                   |
| 15.                                               | 21 juni 2017                                      | Engeland – Duitsland                              | 5 – 6 (n.s.)                                      | Europees Kampioenschap 2017                       | Goal                                              |
| Als speler van de Olympische ploeg                |                                                   |                                                   |                                                   |                                                   |                                                   |
| 1.                                                | 4 augustus 2016                                   | Mexico – Duitsland                                | 2 – 2                                             | Olympische Spelen 2016                            |                                                   |
| 2.                                                | 7 augustus 2016                                   | Duitsland – Zuid-Korea                            | 3 – 3                                             | Olympische Spelen 2016                            | Goal                                              |
| 3.                                                | 13 augustus 2016                                  | Portugal – Duitsland                              | 0 – 4                                             | Olympische Spelen 2016                            | Goal                                              |
| 4.                                                | 17 augustus 2016                                  | Nigeria – Duitsland                               | 0 – 2                                             | Olympische Spelen 2016                            | Goal                                              |
| 5.                                                | 20 augustus 2016                                  | Brazilië – Duitsland                              | 6 – 5 (n.s.)                                      | Olympische Spelen 2016                            |                                                   |
| Bijgewerkt tot 14 december 2024                   |                                                   |                                                   |                                                   |                                                   |                                                   |

## Persoonlijk
Selke werd geboren in Duitsland en bezit de Duitse nationaliteit. Zijn vader is afkomstig uit Ethiopië, terwijl zijn moeder Tsjechische roots heeft. Selke speelt bij voorkeur met rugnummer 27, een nummer dat hij bij meerdere clubs heeft gedragen.

## Erelijst
| Competitie            |               |               |               |               |
| Competitie            | Aantal        | Jaren         |               |               |
| Duitsland –19         | Duitsland –19 | Duitsland –19 | Duitsland –19 | Duitsland –19 |
| --------------------- | ------------- | ------------- | ------------- | ------------- |
| Europees kampioen –19 | 1x            | 2014          |               |               |
| Duitsland –21         |               |               |               |               |
| Europees kampioen –21 | 1x            | 2017          |               |               |